# 187 Lamberta
187 Lamberta è un asteroide della fascia principale del diametro medio di circa 130,4 km. Scoperto nel 1878, presenta un'orbita caratterizzata da un semiasse maggiore pari a 2,7324309 UA e da un'eccentricità di 0,2366082, inclinata di 10,59668° rispetto all'eclittica.
Il suo nome è dedicato al matematico ed astronomo Johann Heinrich Lambert.